# Бестях (Жиганський район)
Бестях  (рос. Бестях) — село у Жиганському улусі Республіки Сахи Російської Федерації.
Населення становить 154  особи. Належить до муніципального утворення Бестяхський наслег.

## Географія
Село розташоване на півночі регіону, на Центральноякутській низовині, на березі річки Бестях, поблизу її впадіння в річку Лену. Загальна площа поселення становить 5,7 га.
Відстань до улусного центру — села Жиганська — 245 км.

### Клімат
| Клімат Бестяха            | Клімат Бестяха | Клімат Бестяха | Клімат Бестяха | Клімат Бестяха | Клімат Бестяха | Клімат Бестяха | Клімат Бестяха | Клімат Бестяха | Клімат Бестяха | Клімат Бестяха | Клімат Бестяха | Клімат Бестяха | Клімат Бестяха |
| Показник                  | Січ.           | Лют.           | Бер.           | Квіт.          | Трав.          | Черв.          | Лип.           | Серп.          | Вер.           | Жовт.          | Лист.          | Груд.          | Рік            |
| Середній максимум, °C     | −35,8          | −30,5          | −16,5          | −3,2           | 8,0            | 19,0           | 22,9           | 18,7           | 9,1            | −5,9           | −25,4          | −33,3          | −6             |
| Середня температура, °C   | −39,1          | −34,4          | −22,5          | −9,6           | 3,0            | 13,4           | 17,1           | 13,2           | 4,7            | −9,5           | −28,9          | −36,7          | −10            |
| Середній мінімум, °C      | −42,4          | −38,3          | −28,5          | −15,9          | −1,9           | 7,8            | 11,3           | 7,7            | 0,3            | −13,1          | −32,4          | −40,1          | −15            |
| Норма опадів, мм          | 10             | 8              | 9              | 10             | 20             | 35             | 46             | 41             | 33             | 28             | 17             | 13             | 270            |
| ------------------------- | -------------- | -------------- | -------------- | -------------- | -------------- | -------------- | -------------- | -------------- | -------------- | -------------- | -------------- | -------------- | -------------- |
| Джерело: climate-data.org |                |                |                |                |                |                |                |                |                |                |                |                |                |

## Історія
Згідно із законом від 30 листопада 2004 року органом місцевого самоврядування є Бестяхський наслег.

## Населення
| 2002 | 2010 | 2012 | 2013 | 2014 | 2015 | 2016 |
| ---- | ---- | ---- | ---- | ---- | ---- | ---- |
| 228  | ↘218 | ↘195 | ↘184 | ↘176 | ↘166 | ↗167 |
| 2017 | 2018 |      |      |      |      |      |
| ↘160 | ↘154 |      |      |      |      |      |